# 火焰之纹章 苍炎之轨迹
《火焰之纹章 苍炎之轨迹》是一款由Intelligent Systems制作、任天堂發行的戰略角色扮演遊戲。這款遊戲是火焰之纹章系列的第九款作品，同時是第三款發行於西方世界的作品。除此之外，遊戲同時是首款發行於任天堂GameCube的作品，是自1999年的《多拉基亞776》以來再次有系列作品登上家用遊戲機平台。遊戲故事發生在特流士大陸，講述身為傭兵的主角艾克意外遇到被敵軍追捕的艾琳西婭公主，在一連串事件後艾克與艾琳西婭等人踏上旅途，找尋盟友以對抗試圖令大陸陷入混亂之中的狂王亞修納德，並嘗試緩和人獸兩族的緊張關係。遊戲玩法遵循系列傳統，每場戰鬥都在網格狀地圖上進行，當玩家角色被敵方擊敗便會永久死亡。
當Game Boy Advance遊戲《烈火之劍》在西方世界取得商業成功後，Intelligent Systems隨即著手遊戲的開發工作，同時決定把系列新作重新發行在家用遊戲機上。遊戲是系列首款採用3D圖像、全動態影像過場動畫及配音的作品。但是，從2D圖像轉變至3D圖像為開發人員帶來很多困難及挑戰。在本地化方面，任天堂樹屋團隊與Intelligent Systems員工保持緊密合作，務求把日語版本的內容原汁原味呈現在西方玩家眼前。2005年，遊戲先後在日本、北美、歐洲、澳洲發行。遊戲開賣後，其故事及玩法備受遊戲評論家們的好評，但亦有部份批評遊戲圖形。續集《曉之女神》於2007年發售。

## 玩法

遊戲畫面，顯示了敵我雙方單位、我方單位移動及攻擊距離、任務目標及經過回合數目等資料

《火焰之紋章 蒼炎之軌跡》是一款戰略角色扮演遊戲，玩家需要控制主角艾克及其夥伴，在特流士大陸上執行各種任務以推動劇情發展。遊戲故事分為不同任務章節，而這些任務的勝利條件亦各有不同，包括清除所有敵人、擊敗特定敵人、鎮壓指定地點或脫離戰場等。每張遊戲地圖都有著獨特的地形，例如山脈、平原及森林等，同時配有不同的天氣效果。遊戲大致上設有三種難度選項，其中日語版提供普通、困難、瘋狂難度，而英語版則提供簡易、普通、困難難度。一如以往，在所有難度模式下，當角色單位在任務章節內陣亡便會永久死亡，玩家亦不能在餘下章節內使用相關角色。而當主角艾克在任務章節內陣亡，遊戲便會結束。
玩家可在開始任務前選擇一定數量的角色參戰，而數量則根據任務限制而有所不同。可用角色會隨著劇情推進而增加，玩家最多能招募46名角色。角色主要分為人類及獸族，其中人類擅長使用各式輕型武器及部份攻擊魔法，而獸族則擅長近距離格鬥。兽族依赖于变身周期系统，它以变身槽的形式来显示，在戰鬥時會積蓄能量，而增長速度則取決於角色狀態及有否受到攻擊等因素。獸族角色處於人形時其能力值較低且毫無戰鬥力，但當變身槽填滿時他們便會自動變身為野獸，能力值亦會在一定回合內稍作提升。玩家可透過特殊道具來縮短獸族角色轉換形態之間的時間。不論是人類或是獸族，每個角色只有一個所屬兵種，而該兵種則決定角色技能、可使用的武器種類、攻擊範圍及移動距離等。遊戲內常見的人類兵種包括劍士、戰士、騎士、魔術師、聖職者及弓箭手等，獸族則主要分為獸牙、鳥翼、龍鱗三大種族，而部份角色更有著獨特兵種（例如遊戲主角艾克的兵種是遊俠）。角色技能是每個角色均擁有的附加能力，除了固有技能外，玩家還可透過使用技能書來為角色增添新能力。然而，每個角色均有技能數量限制，而且玩家亦不能刪除或更改角色的固有技能。
角色在每次戰鬥後會獲得一定的經驗值，而經驗值的多寡則取決於其戰鬥表現。當玩家滿足任務次要目標後，參戰角色亦能獲得經驗值作為獎勵。當經驗值每累積至100時，角色便會自動升級，能力值亦會隨機提升，而當角色到達21級更會自動晉升至上級兵種。另外，玩家亦可在角色處於10級時使用特殊道具，把他們晉升至上級兵種。晉升後，角色能力值將會增強，而等級亦會重置為1級。角色晉升後的最高等級為20級，到達頂峰後便不能獲得任何經驗值進帳。
遊戲內的每場戰鬥都在網格狀地圖上進行，戰鬥系統採用回合制，以我方、敵方、友方的排序進行回合交替。玩家可在每回合移動及指示角色，完成操作後角色會轉為灰色，直到下一回合才能再次移動或執行指令。當玩家一方的所有角色採取行動後，遊戲將會自動結束當前回合，而玩家亦可以手動結束當前回合。大部份角色能執行包括攻擊敵方單位、使用物品、解救隊友、與同伴交換物品等指令，只有部份角色能執行諸如打開寶箱、訪問地圖上的建築物、竊取物品等特殊指令。如玩家未有向所有角色下達指令，主角艾克的特殊能力將會向其餘空閒角色下達一般指令。另外，假若任務涉及逃離戰場元素，當艾克抵達指定地點後任務便會結束。在執行任務前玩家可在基地內進行戰前準備，例如管理物品庫存、與商人交易、鍛造武器，甚至把技能或此前戰鬥時所獲得的額外經驗值分配給角色等。另外，遊戲設有支援系統，角色之間可以透過對話來改善他們之間的關係，從而提升好感度。好感度分為C至A三級，其中C為最低A為最高，而它的高低則會影響角色在戰鬥時所獲得的能力值加乘。
遊戲沿用自《聖戰之系譜》引入的武器三角系統來展示主要近戰武器的優劣勢：長槍剋劍，劍剋斧，斧剋長槍。魔法系統亦採用相同設計，其中火系、雷系及風系魔法均互相剋制。除此之外，部份武器會對特定敵人產生較大傷害，例如火魔法會對部份獸族造成更大傷害，弓箭對飛行系敵人有傷害加乘等。武器設有有耐久度限制，一旦歸零便無法使用。武器的強度等級分為E至A級以及S級，角色需要提升武器等級才能使用相應強度的武器。另外，玩家在基地鍛造新武器後可以修改其名稱。

## 設定

### 背景
鑑於遊戲是全新作品，因此它有著新的故事情節及角色，而且與其他系列作品一樣只會存在於自己的宇宙中。遊戲背景設於特流士大陸上，人類與獸族共同棲息於此。根據傳說，創造了世界的曉之女神亞斯塔蒂娜照著自己的形象創造貝歐克（人族），及後又創造拉古茲（獸族）以填補祂與野獸之間的空白。長久以來，兩族關係極為緊張，衝突及和解甚至已成為家常便飯。現時，兩族在大陸上建立起各自的國家，並在巧妙的勢力平衡下維持著長久和平。遊戲的關鍵物品「邪神之紋章」是一枚銅牌，內裡寄附着曾經在800年前為世界帶來混亂，且造成除特流士之外所有大陸都被大海吞噬的負之女神。作為系列象徵的「火焰之紋章」在各作內設定不一，而在本作它則代指這塊銅牌。為避免悲劇重演，特流士大陸必須保持和平。
遊戲設有46名可招募的角色，而每個角色都為故事作出一定貢獻。遊戲主要人物皆來自格萊爾傭兵團，而主角艾克則是傭兵團創辦人暨初代團長格萊爾的兒子。隨著劇情推進，艾克將會與妹妹密絲特及克里米亞王國公主艾琳西亞一同踏上旅途。人類一方的要角包括傭兵團副團長狄亞馬特、參謀塞涅里歐以及用弓高手席諾，而獸族要角則包括加利亞王國統治者凱內基斯及出身於該國的戰士萊伊。反派則以戴因王國的狂王亞修納德及其手下四大將軍「四駿」（特別是被評為最強的漆黑騎士）為主。

### 劇情
故事開始時，主角艾克獲得其父格萊爾的批准，加入他麾下的傭兵團，正式展開傭兵生涯。隨後，軍事大國戴因王國突然入侵克里米亞王國，不久王都亦宣告淪陷。當艾克一行人在克里米亞王國邊境執行任務時，他們意外遇見戴因王國的巡邏隊，雙方隨即交戰。全殲敵軍後，艾克等人發現並帶走一名昏倒在地的女性。及後，他們得知女性的真實身份是克里米亞王國的艾琳西婭公主，但王室因王位繼承權問題而沒有把她的存在公諸於世。她的家族在戴因王國入侵時被殺害，而倖存的她則逃往邊境以躲避敵軍追殺。收留了艾琳西婭的傭兵團隨即被戴因王國軍襲擊，迫使艾克聯同父親格萊爾、妹妹密絲特以及其他傭兵團成員越過邊境，逃往由拉古茲建立的加利亞王國。
在艾克等人前往加利亞王國途中，戴因王國派出「四駿」中最強的漆黑騎士前去攔截，並在一次戰鬥中殺害格萊爾。最終，艾克等人成功抵達加利亞王國。但不久後，艾克發覺加利亞王凱內基斯無法幫助自己，毅然決定離開該國，並打算遊走於大陸招攬更多志同道合之士，以幫助艾琳西婭奪回祖國。在旅途中，艾克等人舒緩了貝歐克及拉古茲兩族長久以來的緊張關係，並說服他們一同對抗真正的敵人——戴因王國的狂王亞修納德。而在十數年前，貝歐克一方的貝格尼昂帝國因為神使被人暗殺，而把矛頭指向拉古茲一方的賽利諾斯王國，導致後者在數天後遭滅國，史稱「賽利諾斯大屠殺」。事件過後，賽利諾斯王國僅存的鷺之民以及其他鳥翼族國家展開報復，雙方關係跌至冰點。後來在艾克的協助下，貝格尼昂帝國與僅餘的鷺之民重新建立關係，而艾克亦因而獲得帝國皇帝莎娜琪的支援，成為克里米亞解放軍的領導者。
在找尋盟友期間，艾克等人亦得知亞修納德發動戰爭的真正原因：解除邪神之纹章的封印，令被封印的負之女神再度降臨。為了阻止亞修納德，艾克揮軍進入戴因王國，最終返回克里米亞王國。在克里米亞王國境內的某處城堡，艾克等人再次遇見漆黑騎士。在妹妹密絲特的幫助下，艾克成功擊敗漆黑騎士，並朝著亞修納德所在的克里米亞王都進發。到達王都後，艾克與亞修納德展開連場激戰，最終成功擊敗他並挫敗其陰謀。戰鬥過後，艾琳西婭加冕成為克里米亞的新女王，而艾克則被前者授予「愛國英雄」頭銜。

## 開發
在《火焰之纹章 烈火之剑》成功拓展西方市場後，Intelligent Systems隨即著手遊戲的開發工作。堀川將之首次出任遊戲總監，製作人則由成廣通及山上仁志兩人擔任。遊戲配樂由平野義人、春日沙樹、三留尚子、吉田淳志及寺前香菜子這五位作曲家負責，而自系列首作以來便一直參與系列作品配樂創作的辻橫由佳則改為擔任音樂監修。故事由橫山健、前田耕平及中井陽子三位作家創作，而角色設計則交由插畫家北千里負責。由於開發成本高昂，開發團隊起初都不願意開發適用於任天堂GameCube的遊戲。但當團隊目睹《烈火之劍》在海外市場取得巨大成功後，他們決定把火焰之紋章系列新作重新發行在家用遊戲機上，而非之前數款作品適用的掌上遊戲機平台。此外，Intelligent Systems更邀得任天堂企劃開發本部協助參與開發。遊戲是系列首款採用3D圖像、全動態影像過場動畫及配音的作品，亦是時隔多年再有作品發佈於家用遊戲機平台（上一款適用於家用遊戲機平台的是1999年發行的《火焰之纹章 多拉基亚776》）。從2D圖像轉變為3D圖像是開發過程中的一大挑戰，特別是由原本俯瞰遊戲地圖的視角過渡至敵我雙方角色交戰的第三人稱視角。在此過程中，開發團隊捨棄了以往均有出現的戰鬥競技場功能。與此同時，團隊引入基地功能，原因是部份成員想要一個可以把角色與戰場分開的地方。由於基地未有涉及戰鬥玩法，故團隊增設了額外元素，例如是有助提升角色間好感度的特殊對話。另外，團隊利用動作捕捉技術來使戰鬥動作及過場動畫更為逼真，但在實際應用時又稍作修改以免損害系列的奇幻感覺。後來遊戲製作人之一的成廣通接受訪問，表示自己到開發結束時對遊戲成品的質素感到遺憾，並直指遊戲在發行時仍是半成品，約有30%的內容未能呈現在玩家眼前。
與以往系列作品不同，本作主角艾克的角色設定不再是被捲入王室政治鬥爭的王族子嗣或貴族，而是社會地位較低且會受聘參與這類鬥爭的僱傭兵。艾克的創作靈感源於團隊在製作新3D遊戲時許多新方向的想法，而大多成員均希望主角能獲得每個人的同情。另外，團隊內的男性成員強烈要求把艾克設定為僱傭兵。團隊參照以往作品，把曾在《暗黑龙与光之剑》內登場的軍師傑剛的背景稍作修改，並套用至新的女性角色狄亞馬特身上。在新狀況下將所有角色設計得更具獨特性是開發過程中的一項挑戰，但正因如此角色設計師北千里在最初的設計階段便提交了高質素的角色設計圖。全動態影像由日本動畫公司Digital Frontier制作，而把這種過場動畫應用於遊戲內對開發團隊而言則極具挑戰性。在遊戲字幕方面，它沒有向玩家透露特定對象或地點的意圖，倒是作為對艾克及其他角色旅程的隱喻。

## 發行
2004年4月初，任天堂首次對外透露有關火焰之紋章系列新作的消息。而在同年較後的時間，《週刊少年Jump》披露遊戲標題、故事及其對應平台等相關資訊。2005年初，任天堂在「NINTENDO WORLD Touch! DS」活動上公開展示遊戲的早期版本，雖然此版本經歷數次修改提升易用性及質素，但與最終發行版本仍有一定差距。之後，任天堂亦推出早期預購優惠，附贈收錄了遊戲精選曲目的特別版CD，以及紀念系列15週年的特別版月曆。2005年4月20日，遊戲正式在日本國內發行。
2005年5月，任天堂在E3電子娛樂展上展示經本地化的遊戲，這是繼《烈火之劍》及《聖魔之光石》後再有系列作品在西方世界發行。擁有Game Boy Advance遊戲《烈火之劍》存檔資料的玩家可以連上遊戲，獲得概念圖及圍繞部份遊戲角色的特殊地圖。2005年10月17日、11月4日及12月1日，遊戲先後在北美地區、歐洲及澳洲發售。

### 本地化
遊戲的英語翻譯由美國任天堂的本地化分支公司任天堂樹屋（Nintendo Treehouse）負責。在過程中，本地化團隊與Intelligent Systems員工保持緊密合作。團隊面臨的最大挑戰是把原文內容完整地由日語翻譯為英語，故此需要日本方面的工作人員來核查團隊的工作。在翻譯對話時，儘管文字空間有限，但團隊仍希望能保留故事深度及嚴肅語氣。雖然團隊能添加額外的文本框，但過長的對話內容可能會使玩家感到乏味，因此他們在過程中盡量避免此事發生，並盡力維持英語版與原版的文本框數量一致。另外，在收集西方測試玩家及日本玩家的回饋後（其中日本玩家更抱怨原版難度過高），團隊決定調整英語版本的遊戲難度：刪除原版的「瘋狂」難度，降低「困難」難度的配置，並增設「簡易」難度。團隊估計需要翻譯的對話及文字數量少於之前的《動物森友會+》，但仍需花費幾個月時間才能完成。有別於過往的任天堂遊戲，這款作品故事嚴肅，因此團隊需要另取翻譯方法。為了完整呈現故事內容，團隊在翻譯時盡量貼近原文，但部份涉及日式幽默及笑話的對話則不包括在內。另外，團隊在翻譯過程中都會避免在角色對話內使用一些不符合遊戲語境的字詞用語，但屬於系列常設人物且在教學關卡內扮演重要角色的安娜則不受此限。由於安娜在某程度上屬於遊戲以外的人物，故此團隊在翻譯她的文本時有較大自由度，甚至能讓她成為流行文化的代言人。

## 评价
| 汇总媒体   | 得分   |
| ---------- | ------ |
| Metacritic | 85/100 |

| 媒体           | 得分   |
| -------------- | ------ |
| 1UP.com        | B+     |
| Eurogamer      | 8/10   |
| GameSpot       | 8.6/10 |
| IGN            | 8.7/10 |
| 任天堂世界报道 | 9.5/10 |
| RPGamer        | 4.5/5  |
| 游戏机实用技术 | 27/30  |
| Fami通         | 34/40  |
| RPGFan         | 85%    |

遊戲在日本發售的首週內銷量錄得超過10萬份，佔初始出貨量的64.16%。截至2005年底，遊戲銷量上升至約15.6萬份。而在英國，遊戲發售後隨即登上GameCube遊戲排行榜並成為榜首。儘管沒有確切的銷售數字，但任天堂堅稱這款遊戲是2005年其中一款取得商業成功的GameCube遊戲。另外，根據開發人員的說法，遊戲在GameCube的產品生命週期即將完結之際發行確實會影響銷量，但令人意外的是遊戲反而在一定程度上帶動GameCube銷情，並使任天堂確信火焰之紋章系列在家用遊戲機上具有銷售實力。
遊戲普遍獲得正面評價。遊戲評論網站Metacritic基於42條評論給予遊戲85/100的評價。而在IGN的「GamerMetrics」排行榜及GameSpot的讀者選擇獎內，遊戲均名列第二位，皆僅次於《生化危機4》。另外，在2006年的金搖杆獎上，遊戲曾獲得「年度任天堂遊戲」獎項提名。2013年，電子遊戲網誌Destructoid把遊戲列為五款最佳火焰之紋章系列遊戲。2018年，電子遊戲網站GamesRadar+稱遊戲是其中一款有史以來最好的GameCube遊戲。
在《FAMI通》四位評論家的交叉評論內，遊戲在40分滿分中獲得34分。數位評論家均讚賞遊戲玩法、故事及全動態影像的引入，其中一位更稱遊戲將會是系列的新範本。然而，另一位評論家批評圖形經重新設計後其邊緣位置顯得較為粗糙，而且新的3D透視圖亦令玩家很難看清地圖某些部份。《游戏机实用技术》的三名编辑均为游戏打出9分，并称赞游戏的平衡性和新意。对于一反前作的音乐风格，一名编辑称“颇具中世纪战场氛围”，另一名编辑则认为不太出色。1UP.com的謝恩·貝特豪森（Shane Betternhausen）給予遊戲正面評價，指它雖然並非一款令人印象特別深刻的遊戲，但其故事有意義且遊戲節奏出色，而史詩般的戰鬥亦不會令玩家失望。RPGamer的克里斯·普里維特雷（Chris Privitere）給予遊戲4.5分，指它儘管不一定能為戰略角色扮演類型遊戲增加任何新內容，但它表現仍然出色，配以包含大量角色的深刻故事及精心設計的遊戲界面，無疑是GameCube上的一顆璀璨寶石。IGN的佩爾·施耐德（Peer Schneider）給予遊戲8.7分，稱讚遊戲不是一款舊酒新瓶的作品，反而吸收了歷代作品中最好的元素並添加一些細微而正面的改進，是系列內另一款值得推薦的作品。RPGFan的評論家馬克·詹（Mark Tjan）表示在他玩過的所有系列遊戲之中，遊戲並非最好的作品，但肯定是一款值得一試的佳作。任天堂世界報道的卡爾·卡斯塔尼達（Karl Castaneda）滿意遊戲的設計，但他同時指出其圖形質素更適合處於生命週期早段的GameCube，假若遊戲在該段時間發行相信會取得巨大成功。Eurogamer的汤姆·布拉姆韦尔（Tom Bramwell）享受遊玩過程並樂意重玩，但感覺遊戲的玩法受系列公式中的固有問題影響而存在某些缺陷。為GameSpot撰寫文章時，指遊戲以有趣且令人感到興奮的回合制戰鬥系統，取代大多典型日系角色扮演遊戲所使用的傳統隨機戰鬥模式，並竭盡所能地向玩家傳遞一個真實且令人難忘的情感故事。此外，他又表示遊戲完成了所有角色扮演遊戲曾經嘗試，但實際上只有少數能達到的事。綜合多篇評論，大多評論家均讚賞遊戲故事及玩法，而多數批評則集中在遊戲圖形質素上。

## 影響
遊戲成功重回家用遊戲機平台，使開發團隊更有信心能繼續在此平台上訴說有關特流士大陸的故事。2005年5月，開發團隊展開後續作品《火焰之紋章 曉之女神》的開發工作，並預計適用於新一代家用遊戲機Wii。2007年，遊戲先後在日本及北美發行。而到了2008年，遊戲先後在歐洲和澳洲發售。另外，自2008年的《任天堂明星大亂鬥X》開始，遊戲主角艾克便一直在任天堂明星大亂鬥系列內以可玩角色登場。

## 外部連結
- （日語） 日本任天堂網站遊戲介紹 （页面存档备份，存于）
- （英文） 美版官方網站